# Broomeia congregata
Broomeia congregata är en svampart som beskrevs av Berk. 1844. Broomeia congregata ingår i släktet Broomeia och familjen Broomeiaceae.   Inga underarter finns listade i Catalogue of Life.